# کراکر، داکوتا جنوبی
کراکر (به انگلیسی: Crocker) یک منطقهٔ مسکونی در ایالات متحده آمریکا است که در شهرستان کلارک، داکوتای جنوبی واقع شده‌است. کراکر ۱۰٫۲ کیلومتر مربع مساحت و ۱۹ نفر جمعیت دارد و ۵۴۵٫۶ متر بالاتر از سطح دریا واقع شده‌است.